# Fleckenlinsang
Der Fleckenlinsang (Prionodon pardicolor) ist eine in Südostasien lebende Raubtierart aus der Familie der Linsangs (Prionodontidae).

## Merkmale
Fleckenlinsangs sind langgestreckte, langhalsige Tiere. Die Grundfärbung ihres kurzen, weichen Fells ist hellgrau bis rötlich braun, der Bauch ist hellgrau oder hellgelb. Entlang des Rückens verlaufen fünf Reihen streifenförmig angeordneter, dunkler Punkte, am Nacken befinden sich zwei dunkle Längsstreifen. Die Flanken sowie die Außenseite der Oberarme und Oberschenkel sind gepunktet. Der dicht behaarte Schwanz weist sieben bis neun dunkle Ringe auf, er ist etwas kürzer als der Rumpf. Die Schnauze ist zugespitzt, die Ohren sind abgerundet. Das Gebiss ist an das Zerschneiden von Fleisch angepasst und katzenähnlich, die hinteren Molaren sind rückgebildet. Die Füße haben jeweils fünf Zehen, die einziehbare Krallen tragen. Fleckenlinsangs erreichen eine Kopfrumpflänge von 31 bis 45 Zentimetern, der Schwanz misst 30 bis 40 Zentimeter. Das Gewicht beträgt 550 bis 1220 Gramm, wobei die Männchen doppelt so schwer wie die Weibchen werden.

## Verbreitung und Lebensraum

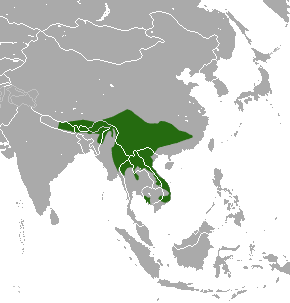
Verbreitungsgebiet der Fleckenlinsangs

Das Verbreitungsgebiet der Fleckenlinsangs erstreckt sich von Nepal und dem nordöstlichen Indien über das südliche China bis nach Vietnam, Laos und Kambodscha sowie in den Norden Thailands. Ihr Lebensraum sind in erster Linie Regenwälder, sie kommen aber auch in Bambuswäldern, Galeriewäldern und teilweise im angrenzenden Grasland vor. Sie sind bis in 2700 Meter Seehöhe anzutreffen.

## Lebensweise
Fleckenlinsangs sind überwiegend nachtaktiv. Sie können ausgezeichnet klettern und halten sich häufig auf den Bäumen auf. Sie schlafen auch dort, kommen aber bei der Nahrungssuche immer wieder auf den Boden. Vermutlich leben sie einzelgängerisch. Das Revier wird mit Urin und Kot markiert, auch reiben sie ihre Schultern, Nacken und Flanken an Gegenständen, um ihre Duftspuren zu hinterlassen.
Sie sind Fleischfresser. Ihre Nahrung besteht aus Nagetieren, Fröschen, Schlangen und kleinen Vögeln, Berichten zufolge fressen sie auch Aas. Fleckenlinsangs töten kleinere Beutetiere mit einem Biss in den Nacken, größere, indem sie auf sie springen, sie neben sich zu Boden drücken und dann zu Tode beißen.
Ein- oder zweimal im Jahr bringt das Weibchen zwischen Februar und August meist zwei Jungtiere zu sich. Diese werden in einer Baumhöhle großgezogen.

## Gefährdung
Aufgrund ihrer scheuen, nachtaktiven Lebensweise gibt es wenige Sichtungen von Fleckenlinsangs und Angaben zum Gefährdungsgrad sind dementsprechend schwierig. Hauptgefahr stellt die Zerstörung ihres Lebensraums durch Waldrodungen dar, früher wurden sie auch wegen ihres Fells gejagt, heute sind sie in großen Teilen ihres Verbreitungsgebietes geschützt. Bis vor kurzem hielt man die Art für selten, mit Kamerafallen gelangen aber zahlreiche Beobachtungen, die zeigen, dass die Art gebietsweise recht häufig vorkommt. Die IUCN listet den Fleckenlinsang als „nicht gefährdet“ (least concern).